# Rhagodes albolimbata
Rhagodes albolimbata es una especie de arácnido  del orden Solifugae de la familia Rhagodidae.

## Distribución geográfica
Se encuentra en Somalia.